# Пегасус (бронепалубен крайцер)
Пегасус (на английски: HMS Pegasus) e британски бронепалубен крайцер 3-ти ранг, на Британския Кралски флот от типа „Пелорус“.

## История на службата
Поръчан за Кралския военноморски флот през 1893 г. съгласно програмата „Спенсър“. Строителството започва май 1896 г. на стапелите на „Палмерс Шипбилдинг“ в Яроу, на вода крайцера е спуснат на 4 март 1897 г., в състава на флота влиза на 17 януари 1899 г. По времето на своята служба извършва пътувания в Средиземноморието, Австралия, Китай и колониите в Африка. През 1906 г. посещава нос Добра Надежда.

## Битката при Занзибар (1914)
На 20 септември 1914 г. „Пегасус“ акостира в пристанището на Занзибар за попълване на припасите и ремонт на двигателите, вследствие на което е принуден да напусне ескадрата на контраадмирал Херберт Кинг-Хол, в която влизат крайцерите „Хиацинт“ и „Астрея“. Лекомислието на екипажа позволява на немския крайцер „Кьонигсберг“, който внезапно атакува англичаните. По кораба са произведени над двеста изстрела в течение на 8 минути и командирът на кораба Джон Инглис панически е принуден да свали флага, за да избегне по-натататъшно кръвопролитие. В боя са убити 38 и ранени 55 души. На следващия ден корабът потъва, а оцелелите са спасени от корабите „Гаскон“ и „Клан Макре“. Впоследствие още един крайцер от типа „Пелорус“, HMAS Pioneer (1899), участва в операцията по унищожаването на „Кьонигсберг“.

## След потъването
Шест от осемте оръдия на главния калибър на крайцера са спасени: две от тях, кръстени „Пеги III“ и „Пеги IV“, участват в сухопътни сражения до 1916 г., още две остават на Занзибар, едно е поставено на борда на монитора „Уинифред“ и едно остава в Момбаса, където сега е експонат в музея на Форт Джесус. 24 от загиналите моряци са погребани в братска могила на остров Грейв, още 14 са погребани на градското гробище на Занзибар (впоследствие костите им са пренесени във военното гробище на Дар ес-Салаам). През 1955 г. палубата на кораба е успешно извадена от водата и предадена за скрап, но останките на корпуса са све още под водата.